# Vendin-lès-Béthune
Vendin-lès-Béthune là một xã ở tỉnh Pas-de-Calais, vùng Hauts-de-France của Pháp.
Vendin-lès-Béthune có cự ly 2 dặm (3,2 km) về phía tây bắc Béthune and 24 dặm (38,6 km) về phía tây nam của Lille, tại giao lộ của các tuyến đường D180 và D181.

## Dân số
| 1962                                                         | 1968 | 1975 | 1982 | 1990 | 1999 | 2006 |
| ------------------------------------------------------------ | ---- | ---- | ---- | ---- | ---- | ---- |
| 2026                                                         | 2040 | 2533 | 2302 | 2450 | 2526 | 2474 |
| Số liệu điều tra dân số từ năm 1962: Dân số không tính trùng |      |      |      |      |      |      |

## Địa điểm nổi bật
- Nhà thờ St.Vaast, thế kỷ 19.